# 贝达药业
贝达药业股份有限公司（英語：Betta Pharmaceuticals Co., Ltd.，深交所：300558），简称贝达药业，是中国的一家制药企业，关注于恶性肿瘤、糖尿病和心脑血管病等疾病的治疗药物研发。贝达药业于2003年在浙江杭州创办，公司总部位于杭州余杭经济技术开发区，在北京、杭州分别设有新药研发中心。

## 沿革
1996年，张晓东在美国康涅狄格州耶鲁大学科学园（Science Park, Campus of Yale）成立了贝达药业（倍而达药业）。
2002年，丁列明与王印祥回国后，于2003年1月在杭州市下城区体育场路创办了浙江贝达药业。注册资金为4500万元，命名贝达是来自于英语谐音。2006年2月，贝达药业的“盐酸埃克替尼”项目获得中华人民共和国科技部“科技型中小企业技术创新基金”支持。同年6月，国家食品药品监督管理总局批准埃克替尼进入临床试验。同年9月，项目加速列入火炬计划。2007年，贝达药业在申请生产基地时候，缺乏资金支持时，杭州市余杭区政府提出贷款支持。项目的第一、二期临床试验得到北京协和医院和浙江省第一医院支持，并在2008年顺利完成，开始进行三期临床。三期临床由中国医学科学院肿瘤医院孙燕院士负责，项目进行期间由于金融危机爆发，美国投资公司取消投资，后由余杭区政府旗下创投引导基金的1500万元，以及国家重大新药创制专项基金支持得以顺利进行。2009年2月，三期临床试验启动。2011年6月15日成功通过三期。2011年6月7日盐酸埃克替尼获得新药证书，成为中国首个具有完全自主知识产权的小分子靶向抗癌创新药。2011年8月12日，新药发布会在北京人民大会堂举行，全国人大常委会副委员长桑国卫、卫生部部长陈竺参加。
与此同时，贝达药业的融资推进顺利，2010年6月，贝达药业与礼来公司合作，由礼来亚洲基金认购B轮股权融资。2013年，贝达与安进公司合作，成立合资企业贝达安进制药有限公司（贝达控股51%），引入安进抗癌新药帕妥木单抗。2016年11月7日，公司在深圳证券交易所创业板挂牌上市。

## 产品
贝达现有在研新药20余项，其中为首的盐酸埃克替尼（凯美纳）是中华人民共和国首款国产靶向抗癌新药。2012年、2014年盐酸埃克替尼化合物专利和晶型专利两次获"中国专利金奖"；埃克替尼获2015年国家科技进步一等奖。2016年，获得"中国工业大奖"。